# Mauricio Rueda Beltz

Wappen von Mauricio Rueda Beltz

Mauricio Rueda Beltz (* 8. Januar 1970 in Bogotá) ist ein kolumbianischer römisch-katholischer Geistlicher, Erzbischof und Diplomat des Heiligen Stuhls.

## Leben
Mauricio Rueda Beltz besuchte bis 1987 das Gimnasio Moderno in Bogotá. Anschließend studierte er Philosophie und Katholische Theologie am Priesterseminar in Bogotá. Am 19. Dezember 1996 empfing er durch den Erzbischof von Bogotá, Pedro Rubiano Sáenz, das Sakrament der Priesterweihe für das Erzbistum Bogotá. Nach weiterführenden Studien erwarb Rueda Beltz 2001 an der Päpstlichen Universität Xaveriana in Bogotá bei Víctor Rodriguez Gallón mit der Arbeit Teoría y practica de los procesos matrimoniales („Theorie und Praxis der Ehenichtigkeitsverfahren“) ein Lizenziat im Fach Kanonisches Recht. Danach setzte er seine Studien in Rom fort, wo er 2004 an der Päpstlichen Universität Santa Croce mit der Arbeit La convención concordataria Echandía-Maglione y el llamado cisma de la Iglesia colombiana („Das Konkordat zwischen Echandía und Maglione und das sogenannte Schisma in der kolumbianischen Kirche“) in dieser Disziplin promoviert wurde. Daneben absolvierte er von 2002 bis 2004 eine Ausbildung an der Päpstlichen Diplomatenakademie.
Rueda Beltz trat am 1. Juli 2004 in den diplomatischen Dienst des Heiligen Stuhls ein. Er war an den Nuntiaturen in Guinea (2004–2006), in Chile (2006–2009), in den Vereinigten Staaten (2009–2011) und in Jordanien (2011–2014) tätig. Papst Benedikt XVI. verlieh ihm am 15. Juli 2007 den Ehrentitel Päpstlicher Ehrenkaplan. Ab dem 1. Juli 2014 wirkte er im Staatssekretariat des Heiligen Stuhls, zunächst in der Sektion für die Beziehungen mit den Staaten und vom 22. Februar 2016 bis zum 30. Juni 2020 schließlich in der Sektion für Allgemeine Angelegenheiten, wo er mit der Planung der Auslandsreisen von Papst Franziskus befasst war. Am 23. Dezember 2017 verlieh ihm Papst Franziskus den Ehrentitel Päpstlicher Ehrenprälat. Am 1. Juli 2020 wurde Rueda Beltz Nuntiaturrat an der Apostolischen Nuntiatur in Portugal. Papst Franziskus bestellte ihn am 17. Dezember 2020 zum Untersekretär der Sektion für den Einsatz des diplomatischen Personals im Staatssekretariat des Heiligen Stuhls.
Am 16. Juni 2023 ernannte ihn Papst Franziskus zum Titularerzbischof von Cingoli und zum Apostolischen Nuntius in der Elfenbeinküste. Kardinalstaatssekretär Pietro Parolin spendete ihm und George George Panamthundil am 9. September desselben Jahres im Petersdom die Bischofsweihe; Mitkonsekratoren waren der emeritierte Erzbischof von Bogotá, Rubén Kardinal Salazar Gómez, und der syro-malankara katholische Großerzbischof von Trivandrum, Baselios Cleemis Kardinal Thottunkal.

## Schriften
- Teoría y practica de los procesos matrimoniales. Pontificia Universidad Javeriana, Bogotá 2001, OCLC 991700757.
- La convención concordataria Echandía-Maglione y el llamado cisma de la Iglesia colombiana. Pontificia Universitas Sanctae Crucis, Rom 2004, OCLC 1203603097.